# هلن تروآ (مینی‌سریال)
هلنِ تروآ (انگلیسی: Helen of Troy) یک مینی‌سریال بریتانیایی-آمریکایی است که بر پایهٔ افسانهٔ جنگ تروآ در حماسه ایلیاد ساخته و در سال ۲۰۰۳ منتشر شد. تمامی صحنه‌های این سریال در جزایر مالت فیلم‌برداری شد.

## بازیگران
- سیه‌نا گیلری در نقش هلن
- متیو مارزدن در نقش پاریس
- روفس سوئل در نقش آگاممنون
- جان ریس-دیویس در نقش پریاموس
- مریم دآبو در نقش هکابه
- امیلیا فاکس در نقش کاساندرا
- جیمز کالیس در نقش منلائوس (شاه اسپارت)
- دانیل لاپاین در نقش هکتور
- نایجل ویتمی در نقش اودیسئوس
- استلان اسکاشگورد در نقش تسئوس
- جو مونتانا در نقش آشیل
- کِـیتی بلیک در نقش کلوتایمنسترا
- کریستینا پاریس در نقش ایفیگنیا
- مت فریزر در نقش کالخاس